# Braver
『Braver』（ブレイバー）は、ストレイテナーの配信限定シングル。2018年7月11日に配信された。

## 概要
ストレイテナーとしては4作品目となる配信限定シングルである。2018年7月より放送が開始されたテレビアニメ『アンゴルモア 元寇合戦記』のオープニングテーマとして書き下ろされた楽曲。
ミュージックビデオのショートバージョンも配信と同日に公開されており、ストレイテナーのメンバーがバンドの加入順に登場して演奏をするという、バンドの歩みを感じさせるミュージックビデオになっている。

## 収録曲
1. Braver
作詞・作曲:ホリエアツシ